# Gârleni
Gârleni est une commune roumaine située dans le județ de Bacău.